# Convenção dos Patriotas para a Justiça e a Paz
Convenção dos Patriotas pela Justiça e Paz (em francês:  Convention des patriotes pour la justice et la paix, CPJP) é um grupo rebelde na República Centro-Africana, que esteve envolvido em combates na Guerra Civil na República Centro-Africana a partir de 2004.  Em 12 de junho de 2011, a CPJP assinou um cessar-fogo com o governo. 
Mais tarde, porém, o grupo aderiu à aliança Séléka, que derrubou o presidente François Bozizé em março de 2013.
Em 25 de agosto de 2012, a CPJP, representado por Abdoulaye Issène, assinou um acordo de paz com o governo, acompanhando o cessar-fogo de 2011. 
Uma facção da CPJP rejeitou o acordo de paz e se separou sob a liderança de Hassan Al Habib. Esta, atende pelo nome de "Convenção dos Patriotas pela Justiça e Paz-Fundamental". Em 15 de setembro, o grupo atacou as cidades de Sibut, Damara e Dekoa,  que foi o início da rebelião na República Centro-Africana de 2012.